# 판교도서관
판교도서관은 경기도 성남시 분당구 판교동 소재의 도서관이다.

## 연혁
- 2007년 9월 5일 판교도서관 건축공사 착공
- 2009년 10월 5일 정보문화센터 판교도서관 직제운영
- 2010년 3월 19일 판교도서관 건축공사 준공
- 2010년 3월 25일 판교도서관 개관

## 시설현황
- 지하1층 - 매점, 시청각실, 식당, 어린이열람실, 장애인열람실
- 1층 - 어린이열람실 및 구연동화실, 전자정보실, 제1~3문화교실
- 2층 - 문헌정보실
- 3층 - 제1~2일반열람실, 성인열람실, 노트북전용실

## 이용 안내
이용 시간
- 일반열람실 - 07:00~24:00
- 문헌정보실 - 09:00~22:00
- 어린이열람실, 장애인열람실, 전자정보실 - 09:00~18:00
- 매월 1, 3, 5째주 금요일 및 법정공휴일은 자료실 휴관 및 일반열람실만 개방. 매월 2, 4째주 금요일 및 신정, 설날 및 추석연휴 전체휴관

휴관일
- 정기휴관일(둘째, 넷째 금요일)
- 신정, 설날, 추석
- 특별한 사유로 도서관장이 지정한 날